# Horisme carinthiaria
Horisme carinthiaria là một loài bướm đêm trong họ Geometridae.